# Saane (rivier)
De Saane (in Duits, in Frans Sarine) is een rivier in Zwitserland die door de kantons van Bern, Fribourg en Vaud stroomt.
De rivier ontspringt bij de Sanetschhorn bij Gsteig vlak bij Gstaad, stroomt dan naar het noorden tot Gstaad, vervolgens richting westen door het Pays-d'Enhaut. Bij Montbovon gaat ze weer naar het noorden en stroomt bij Haute Gruyère in een stuwmeer, het Meer van Gruyère. Van daaruit stroomt ze naar het noorden en door de stad Fribourg, verderop naar het noordoosten door nog een stuwmeer, het Schiffenenmeer, totdat ze 15 kilometer van Bern in de Aare uitmondt.
De deel van de rivier is de grens tussen Duitstalig en Franstalig Zwitserland, ook wel de Röstigraben genoemd.
- Bibliothèque nationale de France: cb13958548g (data)
- Gemeinsame Normdatei: 4051091-8
- Historisch woordenboek van Zwitserland: 008754
- Virtual International Authority File: 129172475